# Roman Babik
Roman Babik (* 24. Mai 1981 in Remscheid) ist ein deutscher Jazzmusiker (Piano, Arrangement).

## Leben und Wirken
Babik studierte von 2001 bis 2006 Jazz Klavier an der Folkwang Hochschule Essen bei Thomas Hufschmidt und Peter Walter. Neben seinem Studium nahm er darüber hinaus bis 2002 Unterricht bei Bernard Maury am Pariser Conservatoire Nadia et Lili Boulanger.
Babik wurde von Wolfgang Schmidtke in sein Electric Quartet geholt; auch arbeitete er bei Club des Belugas und bei Jan Kazda. Er spielte u. a. auf dem Den Haag Jazz Festival, dem North Sea Jazz Festival und als Solist mehrfach auf dem Montreux Jazz Festival. Nach einer mehr als 10-jährigen Zusammenarbeit mit dem aus Kiew stammenden Saxophonisten Dimitrij Markitantov gründete er seine Urban Wedding Band mit Markitanov, Bodek Janke und Martin Gjakonovski (als Gast ist auf dem 2013 veröffentlichten Album Hit auch Tony Lakatos beteiligt). Weiterhin arbeitete er im Duo mit dem Schlagzeuger Bernd Oezsevim, im Quintett von Caspar van Meel und im Quartett Small Friendly Giant mit der Sängerin Anna Luca Mohrhenn.
Seit 2013 unterrichtet er als Dozent an der Musikhochschule Köln, Abteilung Wuppertal, seit 2016 als Dozent für Jazz- und Pop-Klavier an der Bergischen Universität Wuppertal.

## Preise und Auszeichnungen
Babik erhielt 2003 für seine Studienleistungen den Folkwang-Preis. 2005 erhielt er mit Natalie Hausmanns Band le diffus den Förderpreis von  Jazzwerkruhr. Weiter war er Finalist oder Semifinalist zahlreicher Wettbewerbe, u. a. des Bösendorfer Solo-Jazzpiano-Wettbewerbs in Montreux (2006, 2007 und 2010) und des internationalen Jazz-Piano-Wettbewerbs in Nottingham (2008, 2010). Auch wurde er mit dem Niedersächsischen Jazzpreis ausgezeichnet. 2016 erhielt er den Von der Heydt-Förderpreis der Stadt Wuppertal; die Jury würdigte ihn wie folgt: „Babiks Instrumentalspiel ist ein Gegenpol zur gängigen Klavierästethik. Wer in einem Konzert von Babik sitzt, erlebt einen Improvisator, der mit Esprit, fulminanter Technik und planerischer Intelligenz bis an die Grenze des Machbaren geht - wuchtig, dynamisch nach oben wachsend und mit stetem rhythmischen Druck.“